# (6434) Jewitt
(6434) Jewitt ist ein Asteroid des Hauptgürtels, der am 26. Juli 1981 von dem US-amerikanischen Astronomen Edward L. G. Bowell an der Anderson Mesa Station des Lowell-Observatoriums (IAU-Code 688) im Coconino County in Arizona entdeckt wurde.
Der Asteroid wurde nach dem britischen Astronomen David C. Jewitt (* 1958) benannt, der seit 2009 das Institute for Planets and Exoplanets der UCLA leitet.